# Unitary Authority
Als Unitary Authority wird im Vereinigten Königreich und in Neuseeland eine Form der Verwaltungsgliederung bezeichnet, bei der zwei Verwaltungsstufen zusammengelegt sind und somit nur von einer Behörde verwaltet werden; in Schottland lautet hierzu die offizielle Bezeichnung Council Area. Manche Unitary Authorities kann man mit kreisfreien Städten in Deutschland und mit Statutarstädten in Österreich vergleichen.

## Vereinigtes Königreich
In England, Wales und Schottland wurden Unitary Authorities 1996 eingeführt. Dabei handelt es sich um Gebiete, in denen die  Aufgabenstellungen einer Grafschaft (non-metropolitan county) und eines Distrikts (non-metropolitan district) in einer Gebietskörperschaft vereinigt sind. Im Rahmen einer einstufigen Verwaltung werden so alle Aufgaben einer Lokal- bzw. Gemeindeverwaltung erledigt. In Nordirland wurde bereits 1973 eine einstufige Verwaltung eingerichtet.
Einige der größeren Unitary Authorities in England, Schottland und Wales haben ihr Gebiet in regionale Einheiten aufgeteilt, in denen sogenannte Area Committees für die Organisation bestimmter Aufgaben in ihrem Gebiet zuständig sind.

### England

Unitary Authorities in England (rot)

Die Unitary Authorities in England können sowohl aus nur einer Stadt bestehen, z. B. Southampton, Plymouth oder Nottingham, als auch ganze Grafschaften abdecken und weitgehend ländlich geprägt sein, z. B. Northumberland. Während die aus einer einzelnen Stadt bestehenden Unitary Authorities keine untergeordneten Verwaltungseinheiten besitzen, sind die großflächigen Unitary Authorities noch zum Teil in sogenannte Civil parishes als unterste Verwaltungseinheit gegliedert. Unterschiede in der Bezeichnung dieser Parishes (wie Towns und Villages) haben dabei keine verwaltungstechnische Relevanz. Unitary Authorities in England können zusätzlich den Status Borough, Royal Borough oder City besitzen, was aber keinen wesentlichen Einfluss auf ihre Kompetenzen hat.
Seit 2023 gibt es in England insgesamt 63 Unitary Authorities, unter denen die Scilly-Inseln einen Sonderstatus haben. Fünf zeremonielle Grafschaften (Bristol, Herefordshire, Isle of Wight, Northumberland und Rutland) bilden jeweils eine einzige Unitary Authority und 14 zeremonielle Grafschaften (Bedfordshire, Berkshire, Buckinghamshire, Cheshire, Cornwall, Dorset, Durham, East Riding of Yorkshire, Northamptonshire, Shropshire und Wiltshire, seit 2023 auch Cumbria, North Yorkshire und Somerset) sind flächendeckend in Unitary Authorities unterteilt.
Zum Teil ähnliche Verwaltungseinheiten gab es mit den County Boroughs in England bereits zwischen 1889 und 1974. 

#### Liste der Unitary Authorities in England
| Name                                | Bevölkerung (2021) | Fläche (in km²) | Status        | Zeremonielle Grafschaft    |
| ----------------------------------- | ------------------ | --------------- | ------------- | -------------------------- |
| Bath and North East Somerset        | 177.643            | 351,12          | Borough       | Somerset                   |
| Bedford                             | 159.207            | 476,41          | Borough       | Bedfordshire               |
| Blackburn with Darwen               | 147.713            | 137,01          | Borough       | Lancashire                 |
| Blackpool                           | 141.976            | 34,92           | Borough       | Lancashire                 |
| Bournemouth, Christchurch and Poole | 386.110            | 161,44          |               | Dorset                     |
| Bracknell Forest *                  | 115.058            | 109,38          | Borough       | Berkshire                  |
| Brighton and Hove                   | 275.762            | 87,54           | City          | East Sussex                |
| Bristol                             | 432.451            | 110,00          | City          | Bristol                    |
| Buckinghamshire                     | 511.488            | 1564,95         |               | Buckinghamshire            |
| Central Bedfordshire                | 259.969            | 715,67          |               | Bedfordshire               |
| Cheshire East                       | 372.146            | 1166,37         | Borough       | Cheshire                   |
| Cheshire West and Chester           | 330.200            | 916,64          | Borough       | Cheshire                   |
| Cornwall                            | 537.914            | 3549,47         |               | Cornwall                   |
| County Durham                       | 514.348            | 2231,59         |               | Durham                     |
| Cumberland                          | 268.400            | 3035,35         |               | Cumbria                    |
| Darlington                          | 105.248            | 197,47          | Borough       | Durham                     |
| Derby                               | 250.568            | 78,03           | City          | Derbyshire                 |
| Dorset                              | 368.353            | 2491,22         |               | Dorset                     |
| East Riding of Yorkshire            | 335.887            | 2409,00         |               | East Riding of Yorkshire   |
| Halton                              | 125.692            | 79,09           | Borough       | Cheshire                   |
| Hartlepool                          | 92.238             | 93,86           | Borough       | Durham                     |
| Herefordshire                       | 184.932            | 2180,00         |               | Herefordshire              |
| Isle of Wight                       | 138.748            | 380,00          |               | Isle of Wight              |
| Isles of Scilly *                   | 2.264              | 16,33           | sui generis   | Cornwall                   |
| Kingston upon Hull                  | 257.204            | 71,45           | City          | East Riding of Yorkshire   |
| Leicester                           | 331.606            | 73,32           | City          | Leicestershire             |
| Luton                               | 205.843            | 43,35           | Borough       | Bedfordshire               |
| Medway                              | 268.218            | 192,03          | Borough       | Kent                       |
| Middlesbrough                       | 138.744            | 53,87           | Borough       | North Yorkshire            |
| Milton Keynes                       | 252.358            | 308,63          | Borough       | Buckinghamshire            |
| North East Lincolnshire             | 159.727            | 191,85          | Borough       | Lincolnshire               |
| North Lincolnshire                  | 168.372            | 846,31          | Borough       | Lincolnshire               |
| North Northamptonshire              | 316.851            | 986,60          |               | Northamptonshire           |
| North Somerset                      | 204.385            | 374,68          |               | Somerset                   |
| North Yorkshire                     | 614.505            | 8038            |               | North Yorkshire            |
| Northumberland                      | 316.116            | 5026,09         |               | Northumberland             |
| Nottingham                          | 308.735            | 74,61           | City          | Nottinghamshire            |
| Peterborough                        | 186.372            | 343,38          | City          | Cambridgeshire             |
| Plymouth                            | 258.026            | 79,78           | City          | Devon                      |
| Portsmouth                          | 206.836            | 40,25           | City          | Hampshire                  |
| Reading *                           | 157.112            | 40,40           | Borough       | Berkshire                  |
| Redcar and Cleveland                | 134.998            | 244,88          | Borough       | North Yorkshire            |
| Rutland                             | 37.015             | 382,00          |               | Rutland                    |
| Shropshire                          | 308.207            | 3197,31         |               | Shropshire                 |
| Slough *                            | 141.838            | 32,54           | Borough       | Berkshire                  |
| Somerset                            | 559.399            | 3451            |               | Somerset                   |
| South Gloucestershire               | 266.147            | 496,94          |               | Gloucestershire            |
| Southampton                         | 239.428            | 51,47           | City          | Hampshire                  |
| Southend-on-Sea                     | 174.838            | 41,76           | Borough       | Essex                      |
| Stockton-on-Tees                    | 192.406            | 203,89          | Borough       | Durham und North Yorkshire |
| Stoke-on-Trent                      | 249.903            | 93,45           | City          | Staffordshire              |
| Swindon                             | 211.934            | 230,10          | Borough       | Wiltshire                  |
| Telford and Wrekin                  | 167.682            | 290,31          | Borough       | Shropshire                 |
| Thurrock                            | 159.533            | 163,38          | Borough       | Essex                      |
| Torbay                              | 131.492            | 62,88           | Borough       | Devon                      |
| Warrington                          | 203.652            | 180,64          | Borough       | Cheshire                   |
| West Berkshire *                    | 154.486            | 704,17          |               | Berkshire                  |
| Westmorland and Furness             | 226.592            | 3753,96         |               | Cumbria                    |
| West Northamptonshire               | 432.145            | 1377,3          |               | Northamptonshire           |
| Wiltshire                           | 476.816            | 3255,35         |               | Wiltshire                  |
| Windsor and Maidenhead *            | 145.822            | 198,43          | Royal Borough | Berkshire                  |
| Wokingham *                         | 156.663            | 178,98          | Borough       | Berkshire                  |
| York                                | 200.018            | 271,94          | City          | North Yorkshire            |

Ehemalige Unitary Authorities in England 
| Name        | gegründet | aufgelöst | aufgegangen in                      |
| ----------- | --------- | --------- | ----------------------------------- |
| Bournemouth | 1997      | 2019      | Bournemouth, Christchurch and Poole |
| Poole       | 1997      | 2019      | Bournemouth, Christchurch and Poole |

### Wales
In Wales ist die Verwaltung seit 1996 landesweit einstufig gegliedert. Es bestehen 22 Principal Areas, die mit den Unitary Authorities in England vergleichbar sind und von denen die City and County of Cardiff, die City and County of Swansea und die City of Newport den Status einer City und zehn weitere den Status eines County Borough besitzen.

### Schottland
In Schottland ist die Verwaltung seit 1996 landesweit einstufig gegliedert. Es bestehen 32 Unitary Authorities, deren amtliche Bezeichnung Council Area lautet und von denen Aberdeen, Dundee, Edinburgh und Glasgow den Status einer City besitzen.

### Nordirland
In Nordirland ist die Verwaltung bereits seit 1973 landesweit einstufig gegliedert. Dort bestehen seit dem 1. April 2015 elf Districts, von denen Belfast den Status einer City besitzt. Die nordirischen Distrikte haben wesentlich weniger Eigenständigkeit als die lokalen Ebenen der anderen drei Landesteile, insbesondere keine Zuständigkeit in Planungsfragen aller Art.

## Neuseeland
In Neuseeland existieren sechs Unitary Authorities, die gleichzeitig regionale und lokale Verwaltungsaufgaben wahrnehmen. Diese wurden um 1990 eingerichtet, als die Verwaltungsgliederung Neuseelands von Grund auf neu organisiert wurde (aus ca. 700 Verwaltungseinheiten wurden ca. 80). Vier der  Unitary Authorities Neuseelands liegen auf der Südinsel und zwei auf der Nordinsel. 
- Auckland Council & Regional Council (Nordinsel)
- Gisborne District Council & Regional Council (Nordinsel),
- Marlborough District Council & Regional Council (Südinsel),
- Nelson City Council & Regional Council (Südinsel)
- Tasman District Council & Regional Council (Südinsel),
- Chatham Islands Council & Regional Council